# Spoorlijn Varel - Neuenburg
De spoorlijn Varel - Neuenburg was een Duitse spoorlijn, die als spoorlijn 1532 onder beheer stond van DB Netze.

## Geschiedenis
De lijn werd door de Großherzoglich Oldenburgische Eisenbahn geopend tussen 1 januari 1893 en 1 april 1896. In 1954 is het personenvervoer opgeheven. Het goederenvervoer werd tussen 1991 en 2002 in fases stilgelegd, waarna de lijn volledig werd opgebroken.

## Zie ook

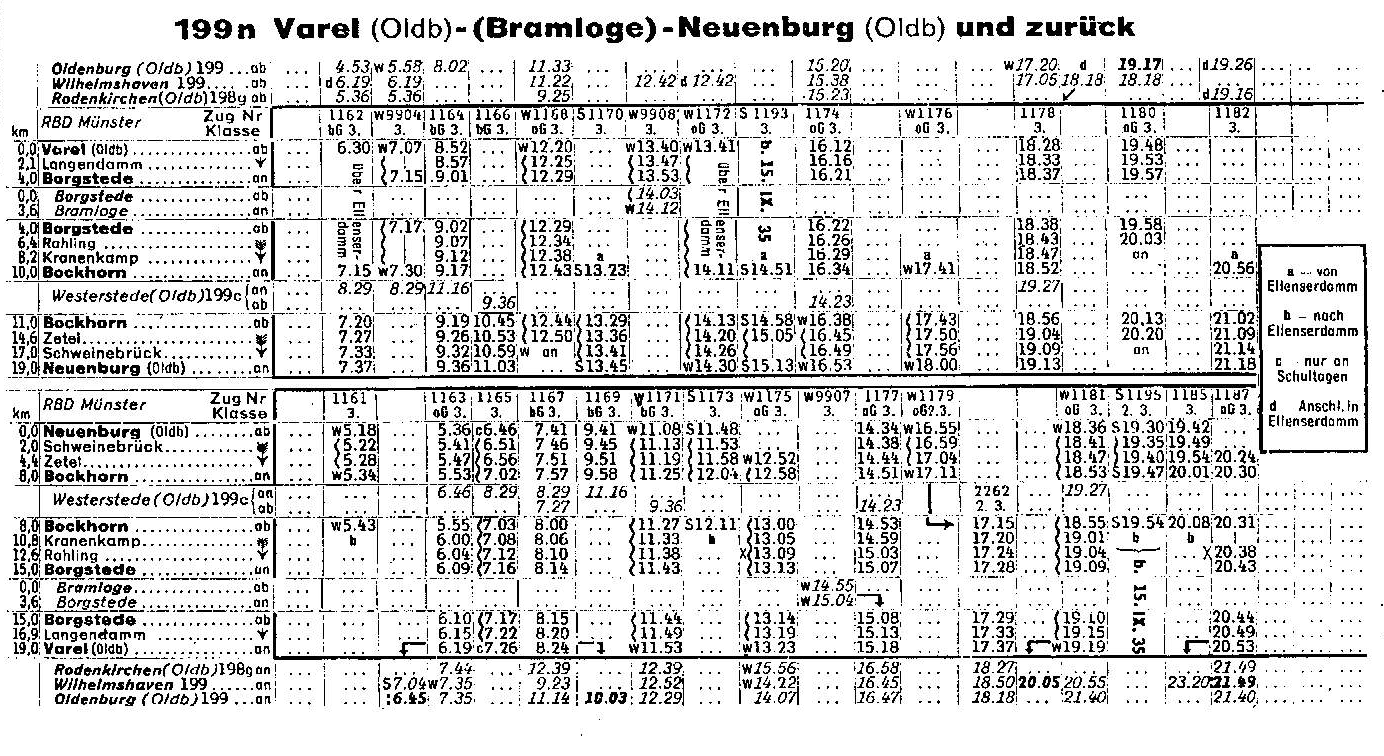
Dienstregeling 1935